# Nicolás Appert
Nicolás Appert (Châlons-en-Champagne 17 de noviembre de 1749 - Massy 1 de junio de 1841) fue un maestro confitero y cocinero francés inventor del método de preservación hermética de los alimentos. Fundó la primera fábrica comercial de conservas en el mundo.

## Historia
Al encontrarse Francia contra la mayor parte de países de Europa, sus ejércitos requerían disponer de alimentos que no se alteraran durante el tiempo que duraban las largas campañas bélicas. Para ello se estableció un premio en metálico (12 000 francos) al que encontrara un procedimiento de conservación de alimentos para evitar su deterioro. El maestro confitero Nicolás Appert consiguió este premio en 1810 después de 14 años de experimentación. Su procedimiento consistía en colocar los alimentos en botellas de vidrio tapadas con tapones de corcho sujetos con alambre y sellados con cera o lacre que sometía a un calentamiento en agua hirviendo durante largo tiempo. Con ello inició la técnica de conservación de alimentos por calor, llamada también "appertización". Appert no supo explicar por qué su método alargaba la duración de los alimentos.

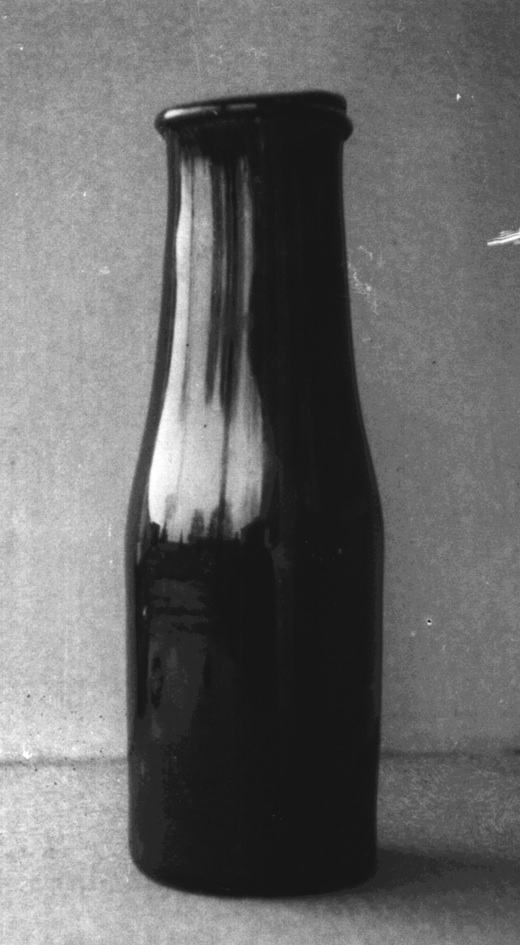
Botella de conserva Appert

Fue Louis Pasteur quien años más tarde atribuiría la conservación a la desactivación de los microorganismos presentes, responsables de la alteración del alimento. Las posteriores invenciones del envase hermético de hojalata y del autoclave para la esterilización a temperaturas por encima de 121 °C. contribuyeron a que las conservas esterilizadas por calor se consolidaran como uno de los sistemas de conservación de alimentos más eficaces y seguros, siendo la industria conservera la que garantiza de una manera fiable la conservación de los alimentos.

## Obra
- Nicolas Appert. L’Art de conserver pendant plusieurs années, toutes les substances animales et végétales, París, 1810 1.ª reedición. En el site de la biblioteca nacional de Francia (BNF) - site Gallica
- Nicolas Appert. Le livre de tous les ménages, ou l’art de conserver, pendant plusieurs années, toutes les substances animales et végétales, 5.ª ed., revisada por Prieur-Appert et Gannal, Colección A. Cop{p{ ipur, París, 1842
- Nicolas Appert. Notice sur la dépuration de la gélatine, ed. Vérat, París 1856